# Teoria da credibilidade
A teoria da credibilidade ou credibilidade atuarial é uma técnica matemática que estuda a forma de calcular prêmios de seguro para cobrir um risco considerando a sua sinistralidade e a confiança que se pode ter de que estes indicarão a sinistralidade futura. Sua utilização é fundada em estimativas e modelos estatísticos, sob os quais são inspirados as funções e estimativas utilizadas.

## Principio
O princípio geral da teoria da credibilidade segue a equação abaixo aplicado ao prêmio de risco.
{\displaystyle P_{i}=z\times {\overline {X}}+(1-z)\times P_{i-1}}
onde:
- {\displaystyle P_{i}}: prêmio de credibilidade para o ano {\displaystyle i}
- {\displaystyle z}: fator de credibilidade ({\displaystyle 0\leq z\leq 1})
- {\displaystyle {\overline {X}}}: sinistralidade histórica no período
- {\displaystyle P_{i-1}}: prêmio de seguro no ano {\displaystyle {i-1}}

A variável aleatória histórico de sinistro pode ser modelado estatisticamente segundo a sua distribuição.
No caso específico em que o fator de credibilidade é igual a um tem-se a chamada credibilidade completa.